# Băng đạn STANAG

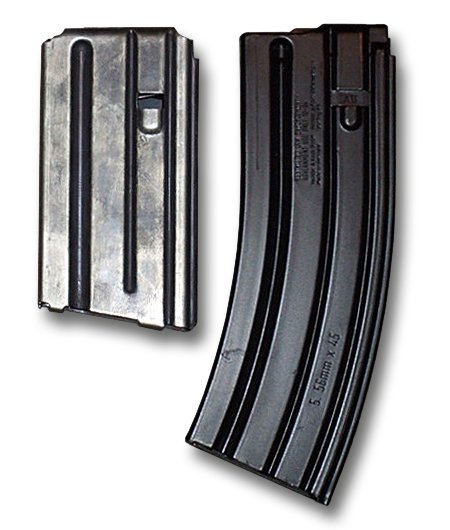
Hai băng đạn tương thích chuẩn STANAG: Băng đạn 20 viên do Colt sản xuất và băng đạn 30 viên do Heckler & Koch sản xuất.

Băng đạn STANAG  hoặc băng đạn NATO là một loại băng đạn có thể tháo rời được đề xuất bởi NATO vào tháng 10 năm 1980. Ngay sau khi NATO chấp nhận cỡ đạn súng trường NATO 5,56 × 45mm, Dự thảo của Thỏa thuận tiêu chuẩn hóa (Standardization Agreement - STANAG) 4179 đã đề xuất để cho phép các thành viên NATO dễ dàng chia sẻ đạn dược và băng đạn xuống cấp độ cá nhân. Thiết kế băng đạn của súng trường M16 Mỹ đã được đề xuất cho tiêu chuẩn hóa. Nhiều thành viên NATO, nhưng không phải tất cả, sau đó đã phát triển hoặc mua súng trường với khả năng chấp nhận loại băng đạn này. Tuy nhiên, tiêu chuẩn không bao giờ được phê chuẩn và vẫn là "Dự thảo STANAG".

## Băng đạn
Khái niệm băng đạn STANAG chỉ là một yêu cầu về hình thức, kích thước và điều khiển (chốt cài băng đạn, khóa thoi đạn, v.v.). Do đó, nó không chỉ cho phép một loại băng đạn có thể sử dụng với nhiều hệ thống vũ khí khác nhau, mà còn cho phép các băng đạn STANAG được chế tạo theo nhiều cấu hình và khả năng khác nhau. Năng lực tiêu chuẩn của băng đạn tương thích STANAG là 20 hoặc 30 viên đạn 5,56 × 45mm NATO. Ngoài ra còn có các loại băng đạn 5, 10, 40 và 50 viên, cũng như băng đạn dạng thùng 60 và 100 viên, băng đạn tròn 90 viên, và băng đạn trống 100 viên. Cũng đã có một băng đạn trống 150 viên được sản xuất.

## Các vấn đề và cải tiến

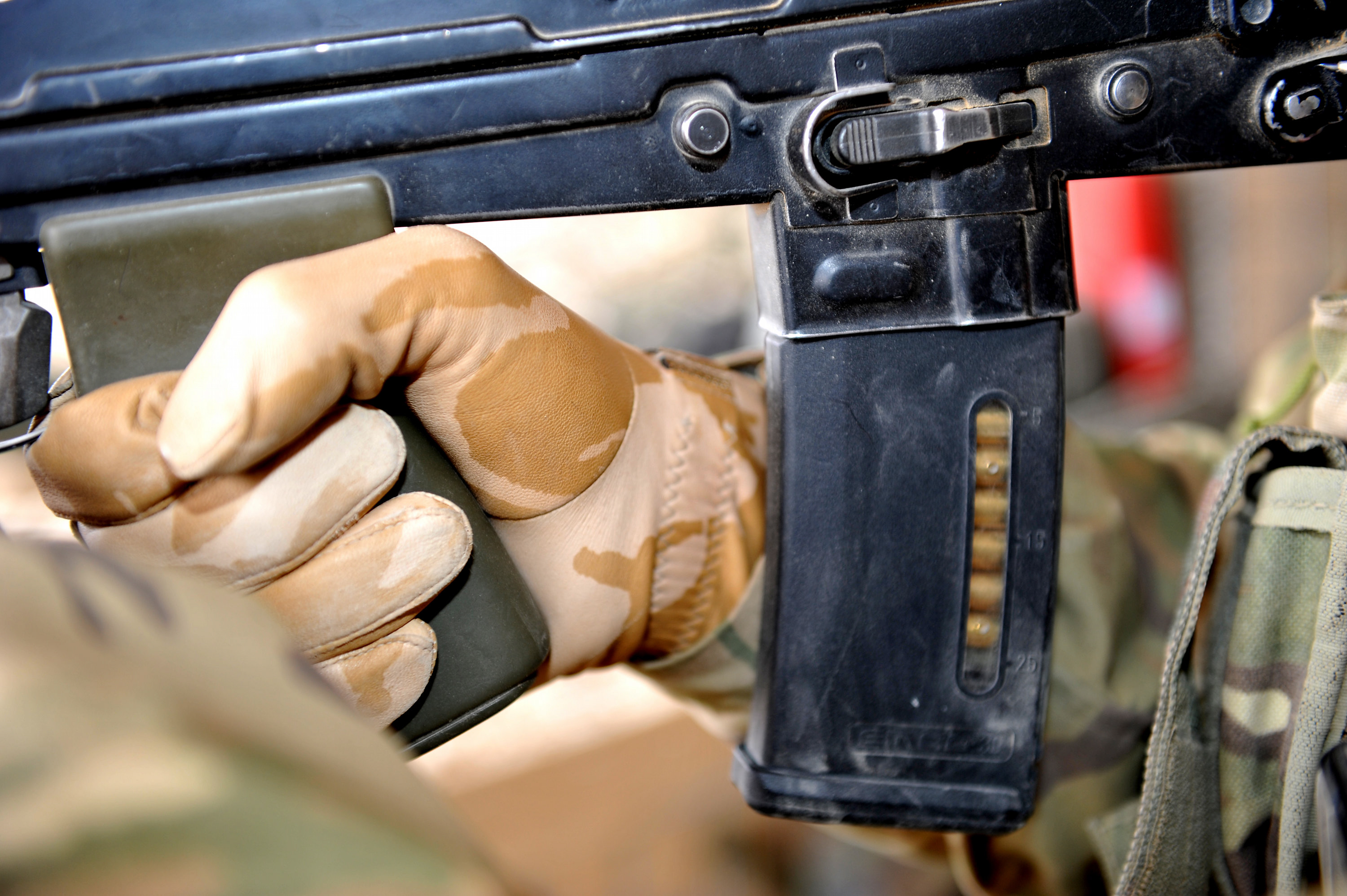
Cận cảnh súng SA80 với nhựa Magpul EMAG. Lưu ý: khe xem đạn

Băng đạn STANAG, mặc dù tương đối nhỏ gọn so với các loại băng đạn NATO 5,56 × 45mm khác, thường bị chỉ trích vì thiếu độ bền và xu hướng bị trục trặc trừ khi được xử lý với mức độ chăm sóc cao thường không thể đạt được trong điều kiện chiến đấu. Do STANAG 4179 chỉ là tiêu chuẩn về tính tương tích, nên chất lượng sản xuất từ nhà sản xuất đến nhà sản xuất không đồng nhất. Băng đạn đã được sản xuất với thân bằng nhôm hoặc nhựa nhẹ và các vật liệu rẻ tiền khác để giảm chi phí, hoặc để đáp ứng các yêu cầu xem băng đạn là một thiết bị dùng một lần thường là không phù hợp so với việc sử dụng phải tái sử dụng nhiều lần trong chiến đấu.
Kết quả là vào tháng 3 năm 2009, quân đội Hoa Kỳ bắt đầu chấp nhận các cải tiến cho băng đạn STANAG. Để tăng độ tin cậy, các băng đạn này kết hợp các lò xo nặng hơn, chống ăn mòn tốt hơn và một số cải tiến nhỏ khác. Ngoài ra, nhiều nhà sản xuất băng đạn thương mại hiện cung cấp các băng đạn tương thích STANAG được cải tiến. Những băng đạn này có thân được làm từ thép không gỉ cao cấp, lò xo silicon-chrome chống gỉ. Ngoài ra còn có loại băng đạn polymer rất đáng tin cậy, một số có khe theo dõi đạn, một số khác bằng nhựa trong mờ.

## Hình ảnh

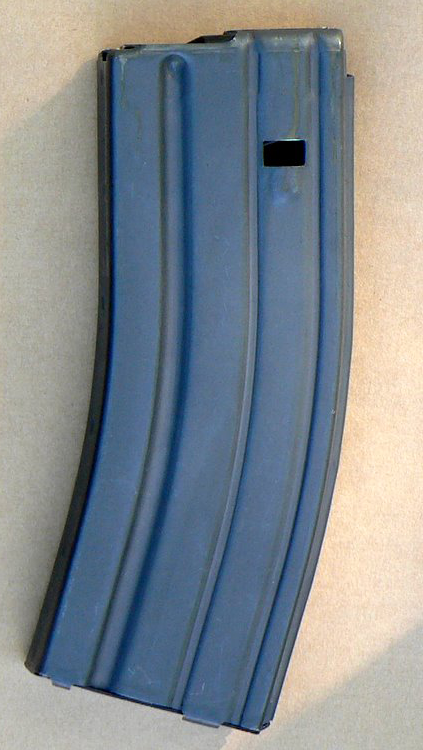
Băng đạn chuẩn 30 viên dành cho súng M16.
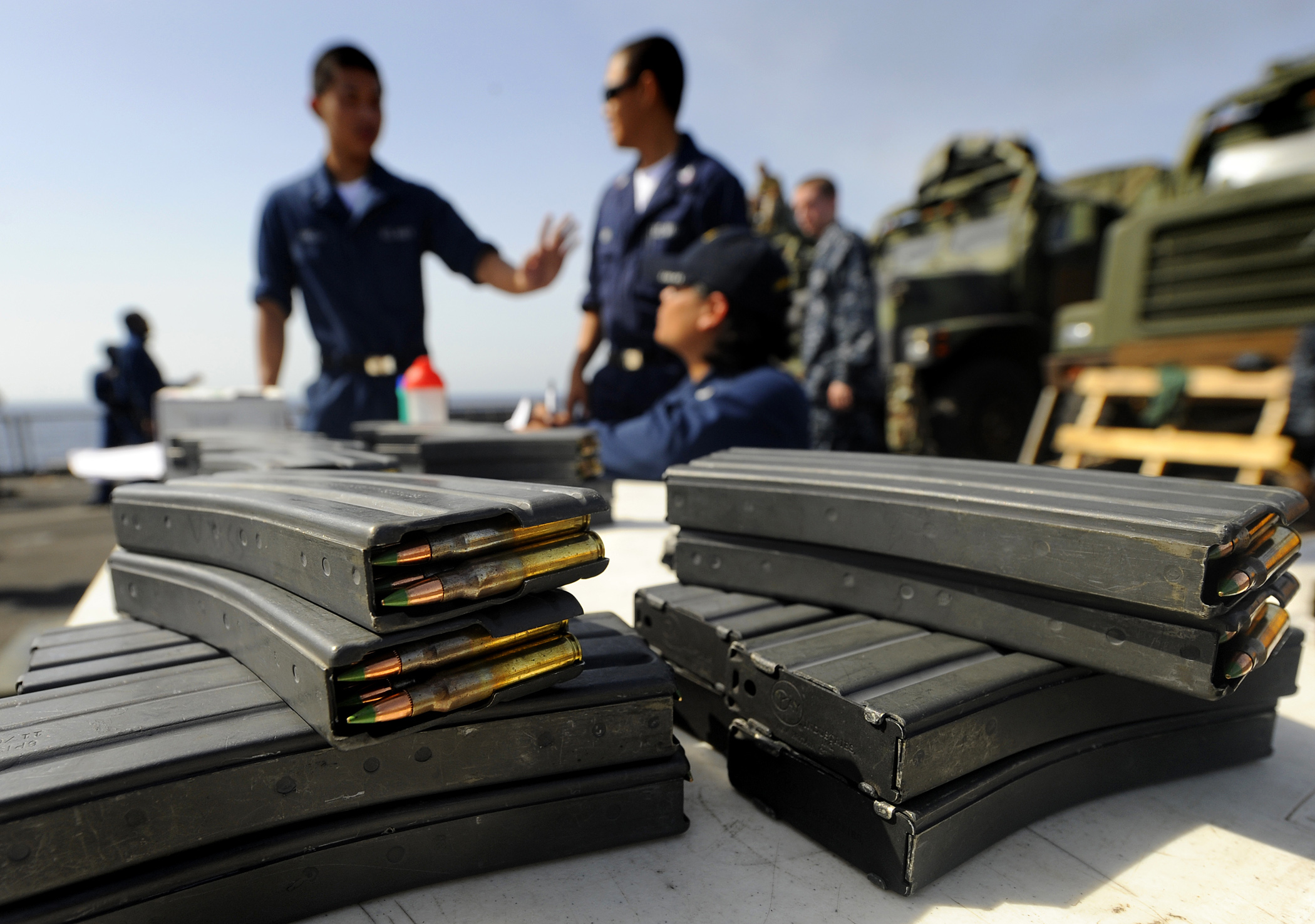
Băng đạn STANAG đã nạp đạn
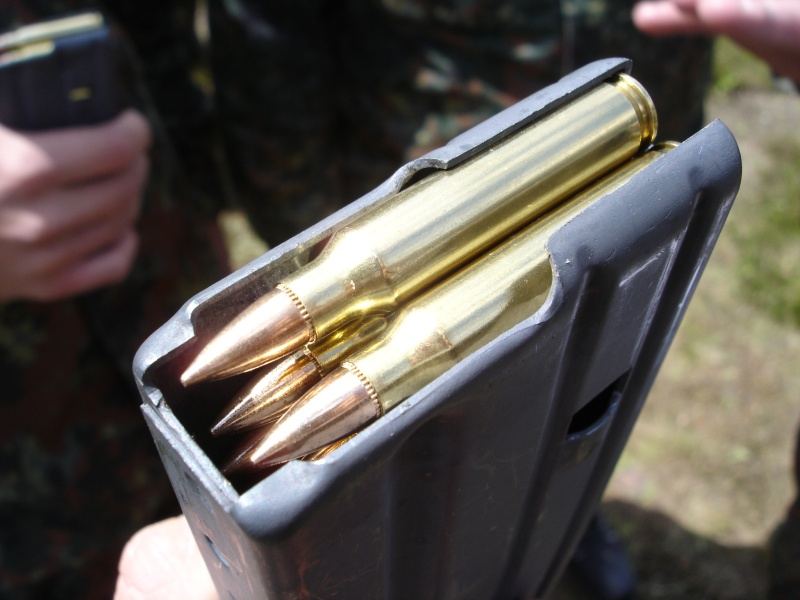
Cận cảnh băng đạn STANAG đã nạp đạn
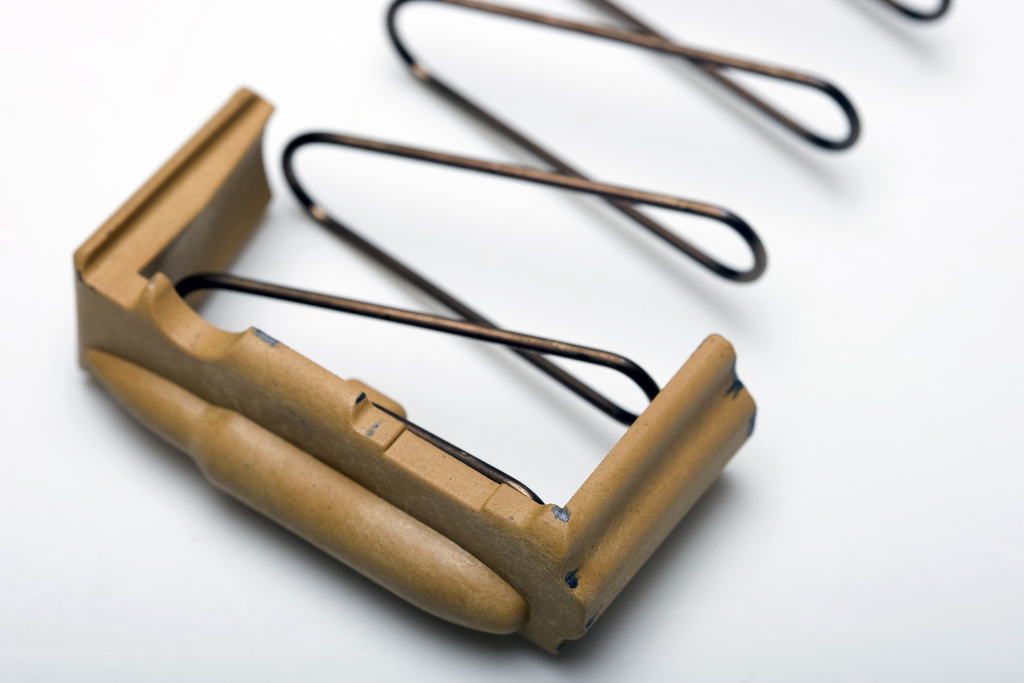
Bộ gờ nâng của băng đạn súng M16 cải tiến
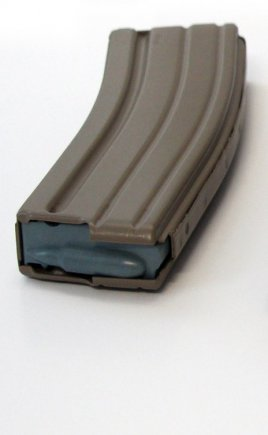
Băng đạn cải tiến USGI EPM cho súng trường họ AR
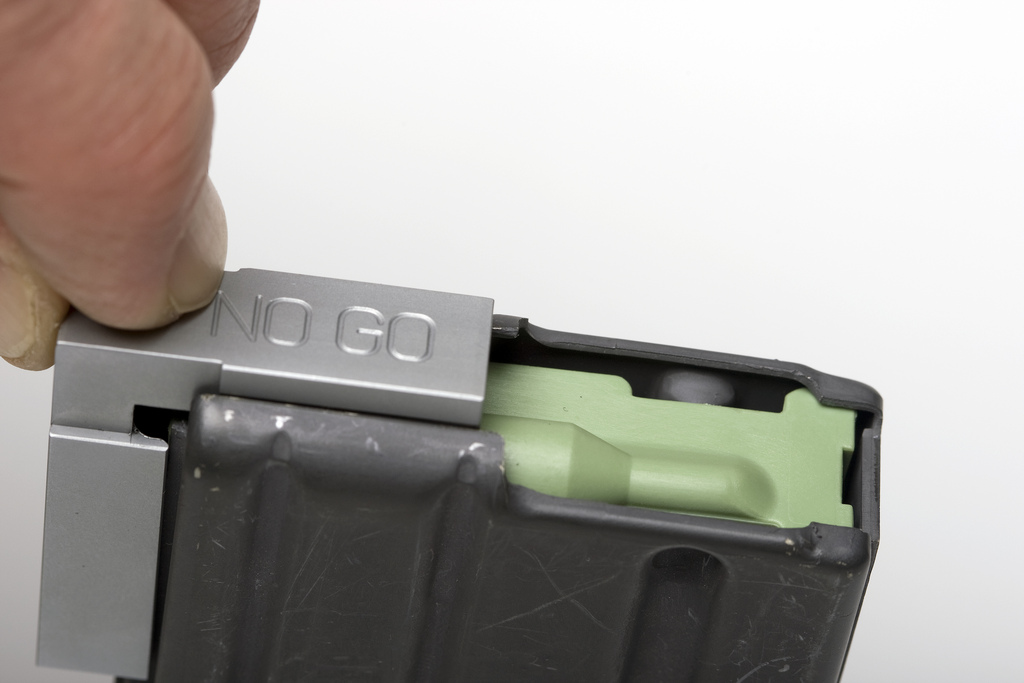
Công cụ Feed Lips Wear được thiết kế để kiểm tra các băng đạn STANAG
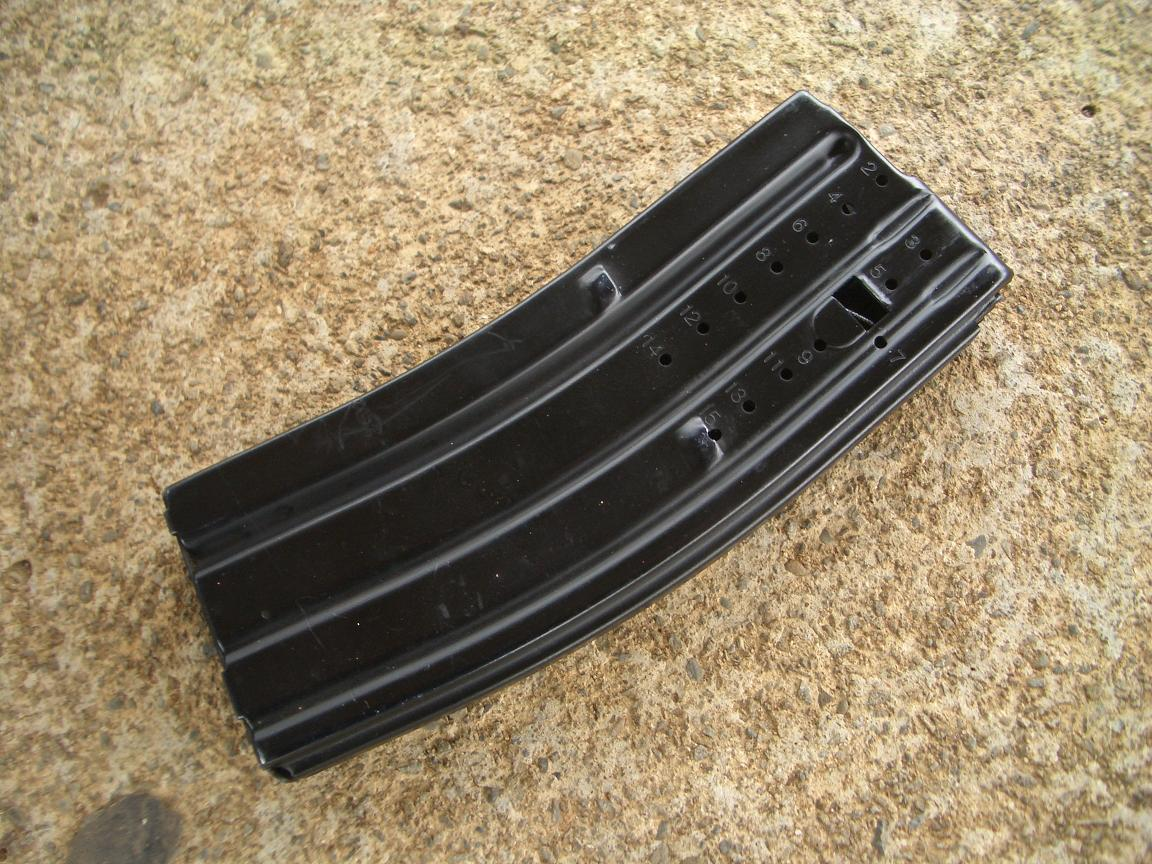
Băng đạn tương thích STANAG 30 viên với khe chỉ thị số đạn.
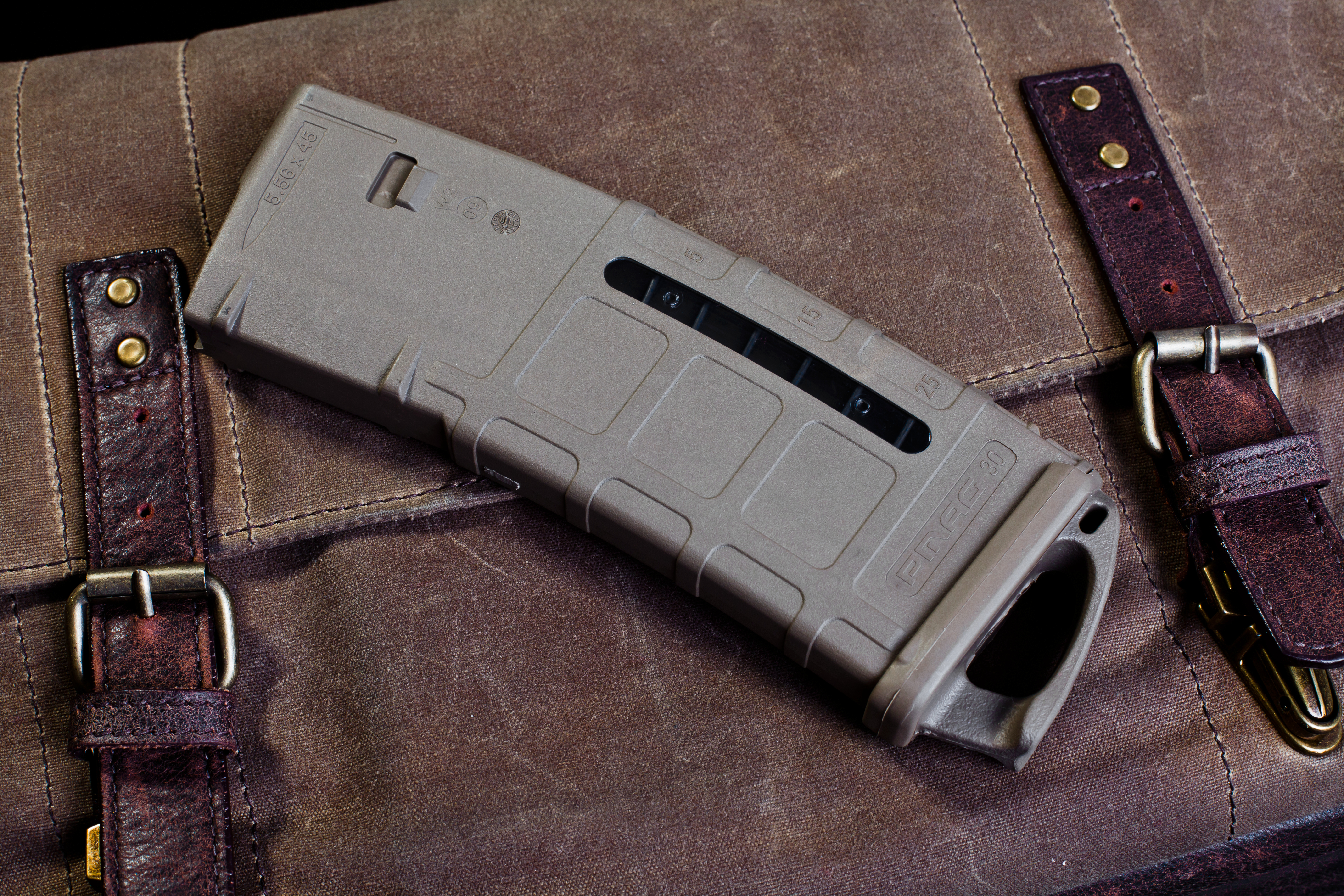
Băng đạn PMAG 30 viên tương thích STANAG. Lưu ý: khe xem đạn.
Sơ đồ của trống đạn STANAG Beta C
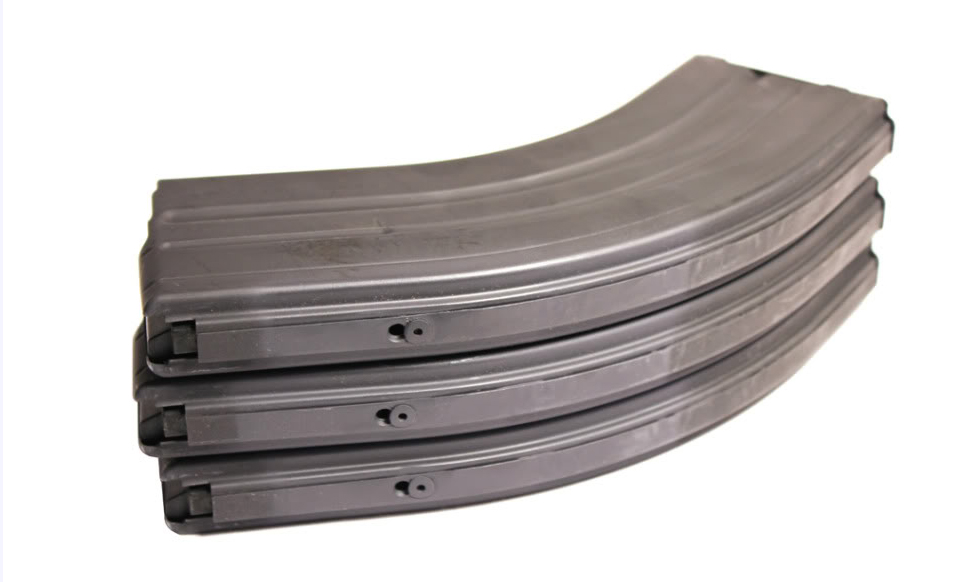
Để tuân thủ các hạn chế pháp lý dân sự, băng đạn STANAG 30 viên có thể bị cài khóa để chỉ chứa được 5 viên.
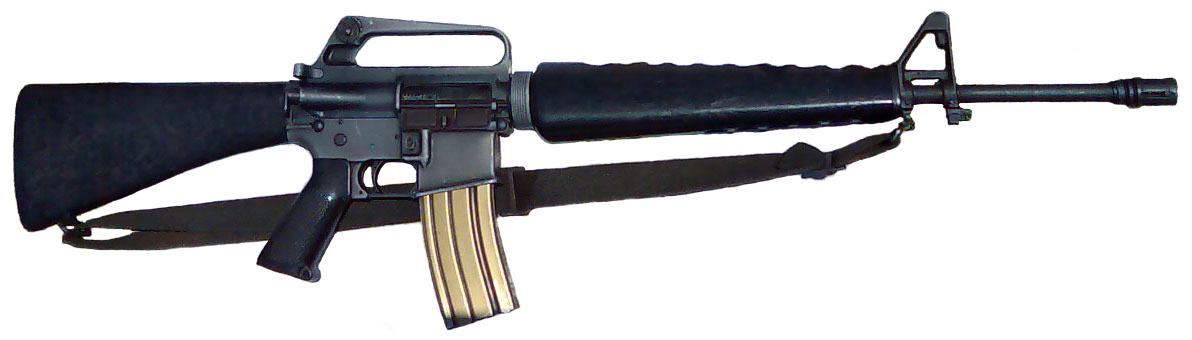
Súng M16A1 với băng đạn STANAG 30 viên
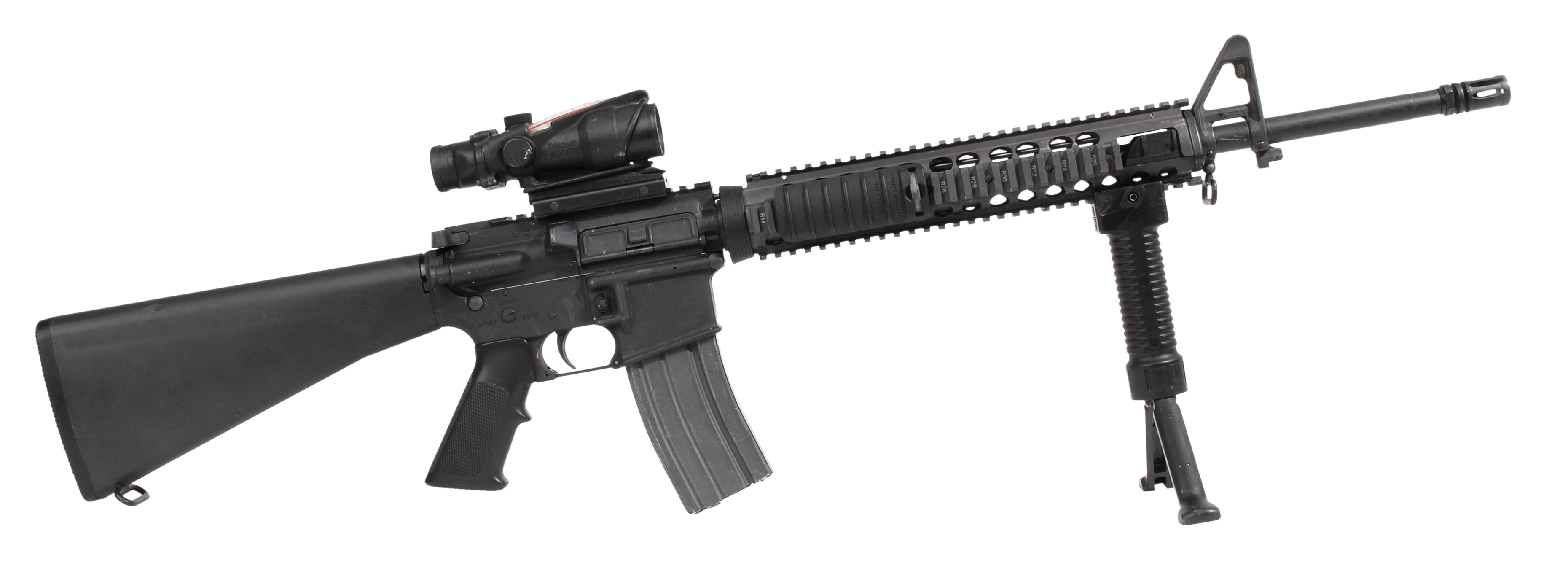
Súng M16A4 với băng đạn STANAG 30 viên

## Súng tương thích với băng đạn STANAG

### Súng trường họ AR-15 / M16
- AAC Honey Badger PDW
- ArmaLite AR-15
- M16/XM16E1
- Barrett REC7
- M18/XM177E2
- Colt M4
- Diemaco C7 và C8
- G5 carbine
- IWI Tavor TAR-21
- Heckler & Koch HK416
- LWRC M6
- Marine Scout Sniper Rifle
- Norinco CQ
- PVAR
- R5 RGP
- Remington GPC
- Remington R-15
- Ruger SR-556
- Safir T-15, T-16 và T-17
- SIG MCX
- SIG Sauer SIG516
- Smith & Wesson M&P15
- SOAR
- Type 86
- Type 91
- Unified Weapon Systems, Unified Patrol Rifle
- Windham Weaponry WW-15
- Z-M Weapons LR 300
- Rock River Arms LAR-15

### Súng trường không thuộc họ AR-15 / M16
- Ares SCR
- Armalite AR-180B
- Beretta AR70/90
- Beretta ARX-160
- Beretta Rx4 Storm
- Bernardelli VB-SR
- Benelli MR1
- Bofors Carl Gustaf Ak 5
- Bushmaster ACR
- Bushmaster M17S
- CETME Model L
- CZ BREN 2
- Daewoo K1
- Daewoo K2
- Daewoo K3
- Daewoo K11
- Diseños Casanave SC-2005
- EMERK
- FAD assault rifle
- FAMAS G2
- Fateh assault rifle
- FN F2000
- FN FNC
- FN Minimi/M249 SAW
- FN SCAR-L
- FaB 556
- Heckler & Koch G41
- Howa Type 89
- IMBEL IA2
- IMBEL MD2
- IMI Negev
- IMI Tavor TAR-21
- IWI Tavor X95
- IWI Galil ACE N
- Kel-Tec PLR-16
- Kel-Tec RDB
- Kel-Tec SU-16
- KH-2002
- LAPA FA-03
- Magpul PDR
- MKEK MPT
- MSAR STG 556 "E4 Model"
- MSBS Grot
- Nabi assalt rifle
- Norinco QBZ-97
- Norinco Type 03 assault rifle (export models)
- Pindad SS1
- Pindad SS2
- Pindad SS3
- Robinson Armaments M-96 "Expeditionary Rifle"
- Robinson Armaments XCR
- Rung Paisarn RPS-001
- SA80
- SAR-21 (export models)[12]
- SAR-80
- SR-88
- SIG 556
- Sterling SAR-87
- Leader T2 MK5 rifle
- Type 65
- VB Berapi LP06
- VHS
- Vulcan V18
- Type XT-97
- XM29 OICW
- Zastava M85

### Manually operated rifles
- BMS Cam rifle
- Crossfire MKI[13]
- Mossberg MVP
- ISSC Pump Action Rifle (PAR)
- LW-S1[14]
- POF USA ReVolt Light
- Remington Model 7615P
- Ruger American Ranch and Predator
- Troy Pump Action Rifle (PAR)
- Voere S16[15]
- Aftermarket STANAG bottom metals are also available for the Remington Model 700 (modification by gunsmith required)[16][17][18]

### Súng trường dùng loại băng đạn STANAG chuyển đổi
- CZ-805 BREN (through housing conversion)
- Heckler & Koch G36 (modular magazine well) Lưu trữ ngày 25 tháng 3 năm 2018 tại Wayback Machine
- IMI Galil (through adaptor)
- SAR 21 (through swapping lower receiver with the one from export model)[cần dẫn nguồn]
- Steyr AUG (through right hand only STANAG magazine stock assembly) Lưu trữ ngày 25 tháng 2 năm 2021 tại Wayback Machine[19]
- Wz. 1996 Beryl (through adaptor)[liên kết hỏng]

## Công cụ hỗ trợ lắp đạn

Công cụ nạp đạn cho băng đạn STANAG và các kẹp đạn đã nạp đạn 5,56mm NATO.
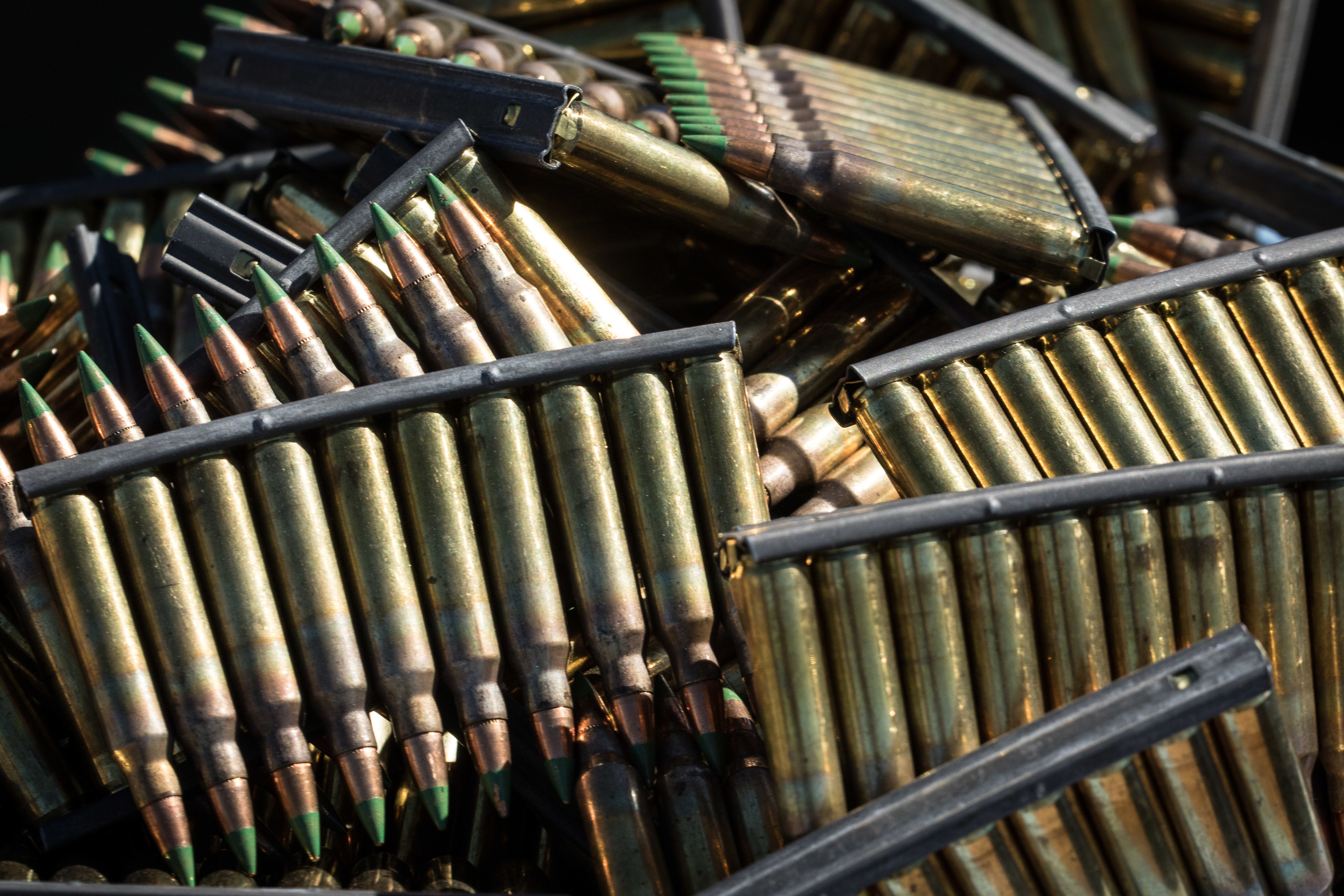
Các kẹp đạn STANAG nạp 5,56mm NATO.
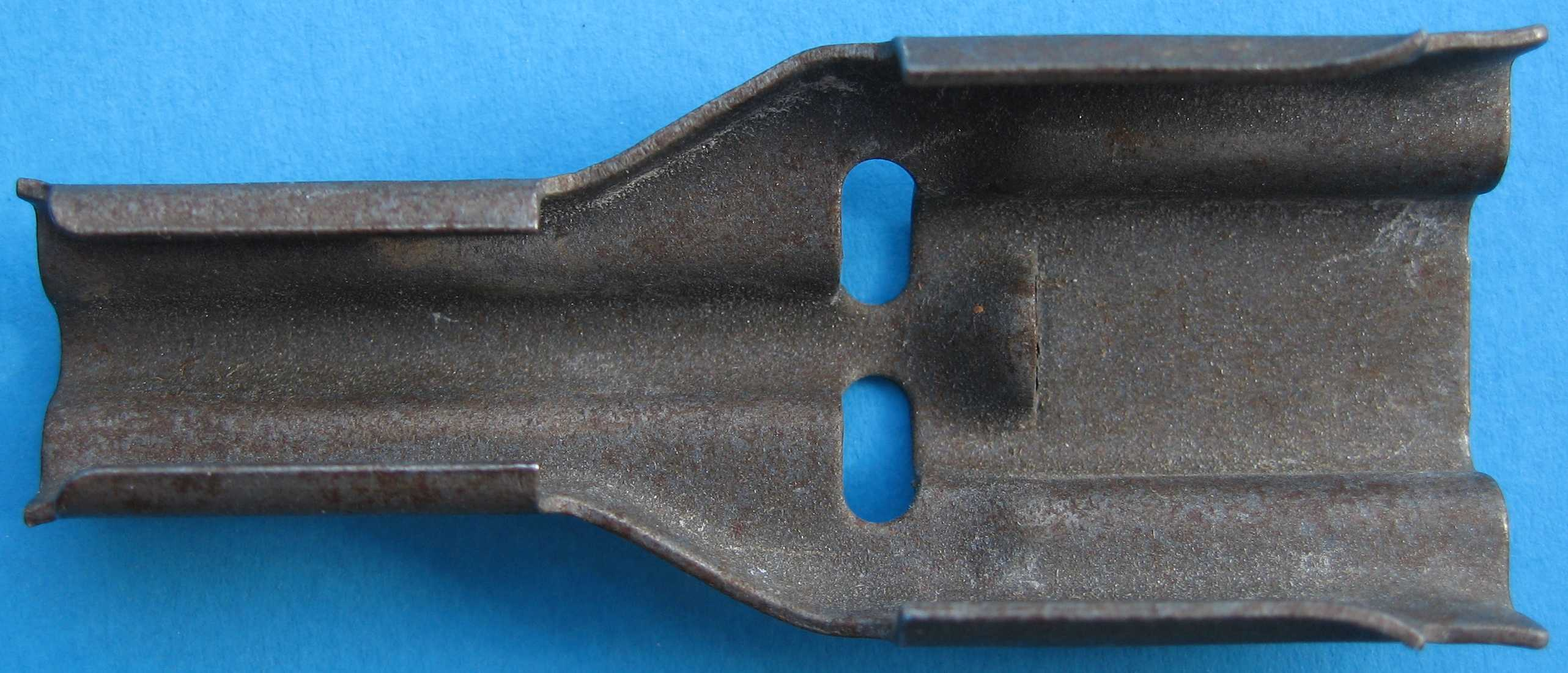
Cận cảnh công cụ nạp đạn STANAG
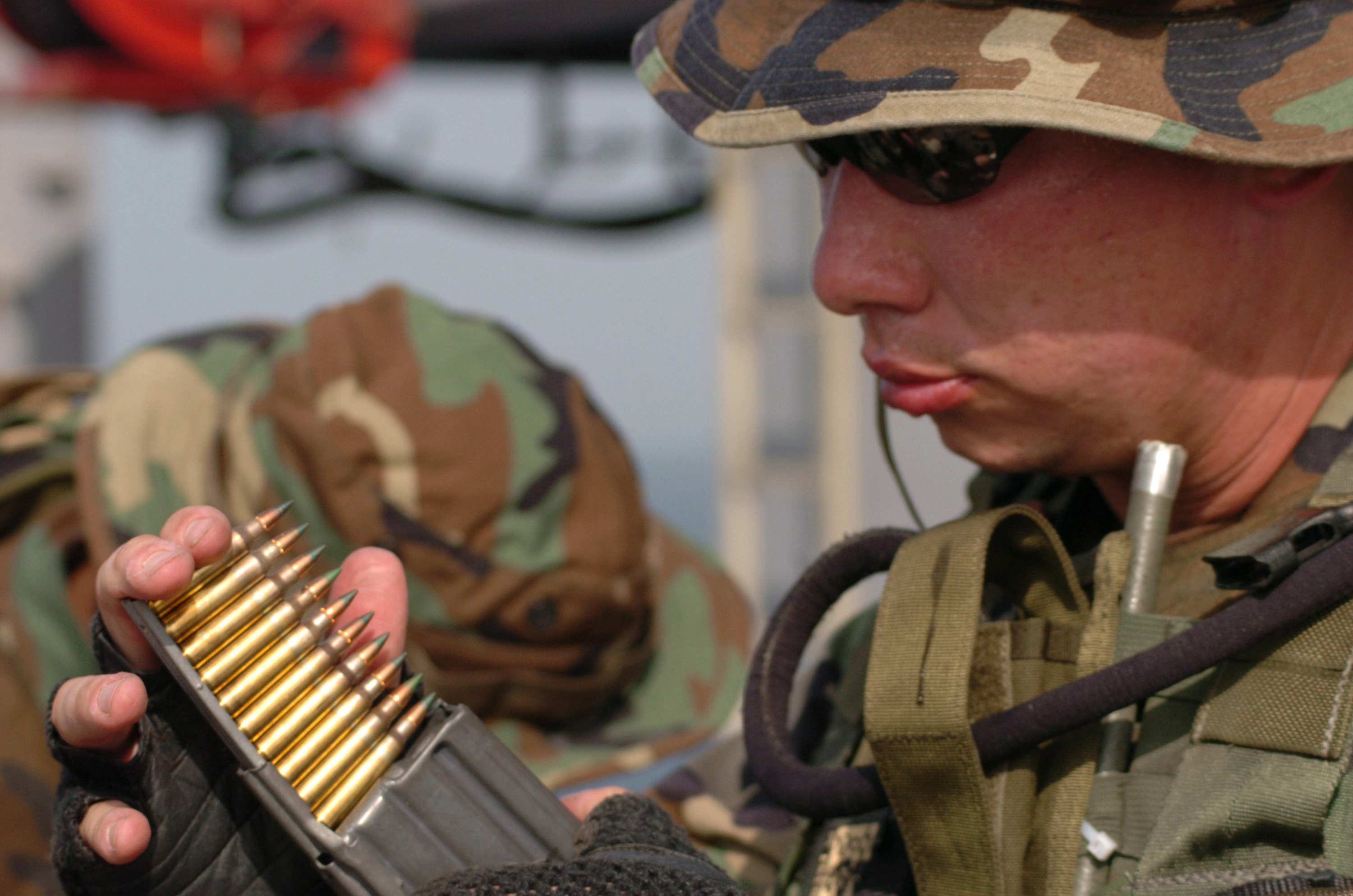
Cận cảnh nạp đạn cho một băng đạn STANAG bằng cách sử dụng kẹp đạn và công cụ nạp đạn của STANAG.
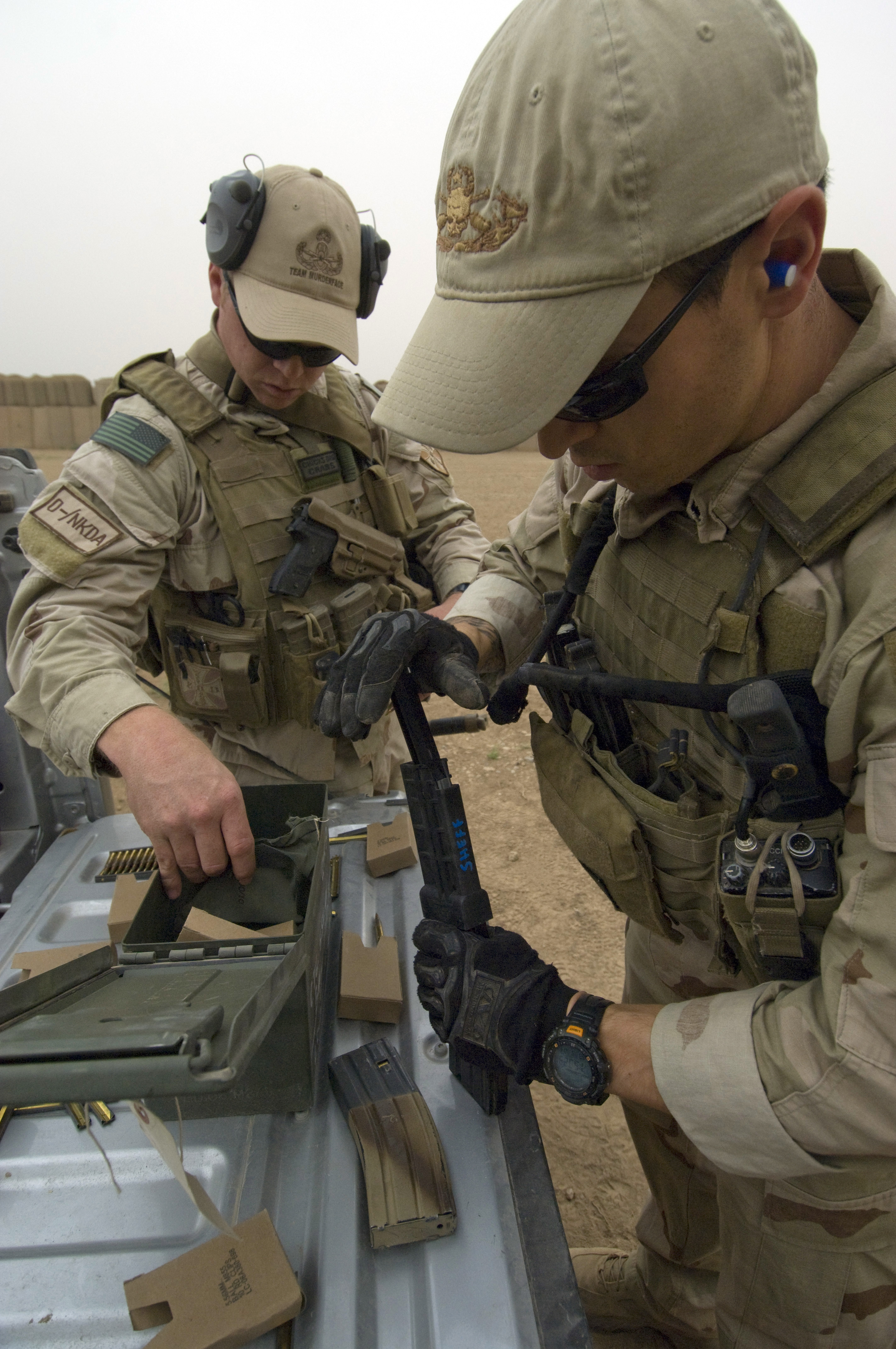
Các hạ sĩ quan của Hải quân Hoa Kỳ đang nạp đạn cho băng đạn STANAG bằng các công cụ nạp.
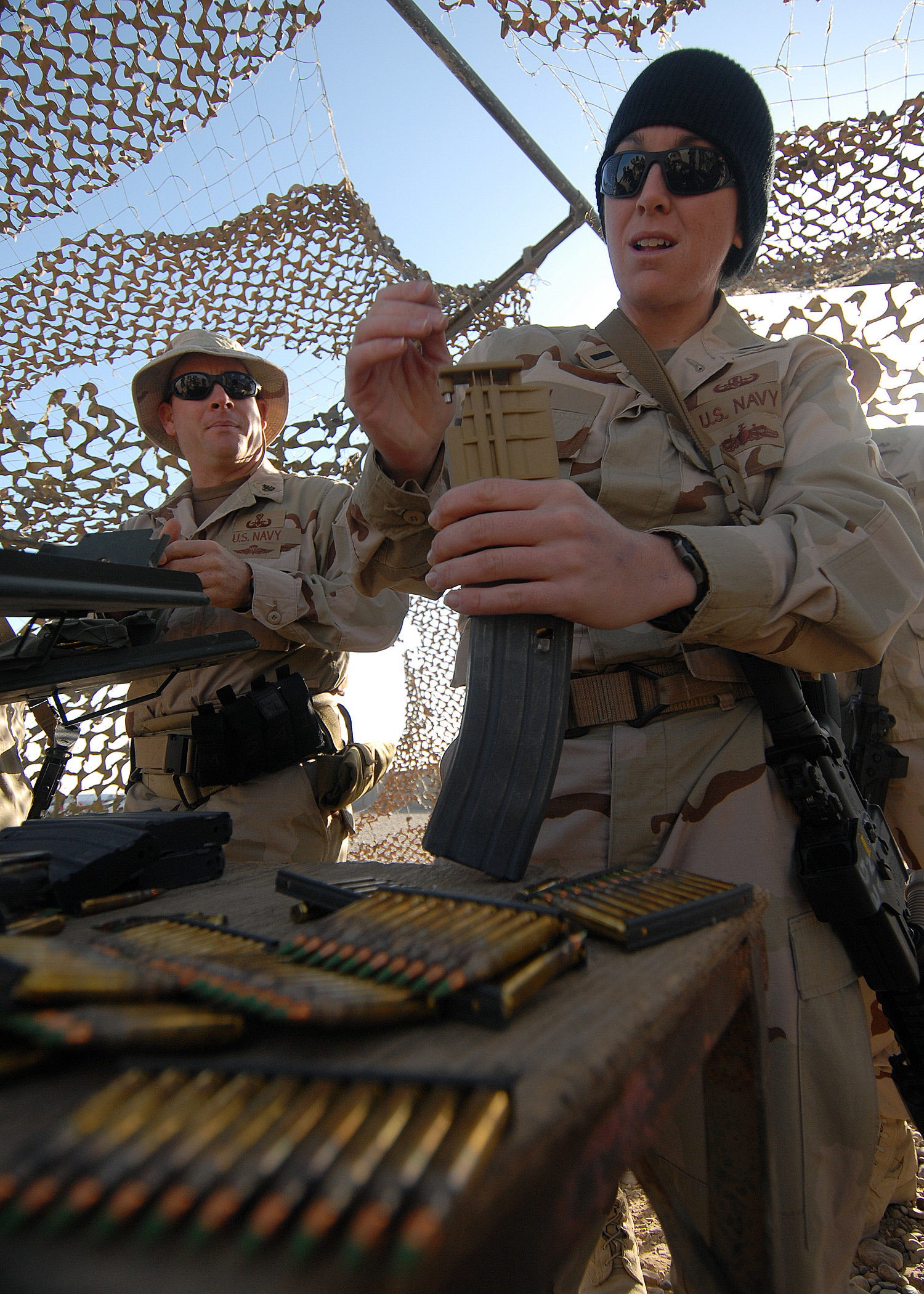
Một Trung úy Hải quân Hoa Kỳ đang nạp đạn cho băng đạn STANAG bằng các công cụ nạp.
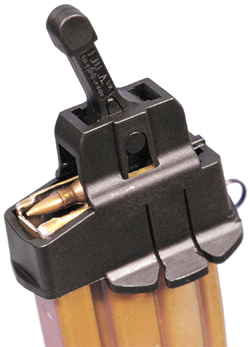
Bộ nạp và tháo đạn cho băng đạn M-16 / AR-15 LULA.
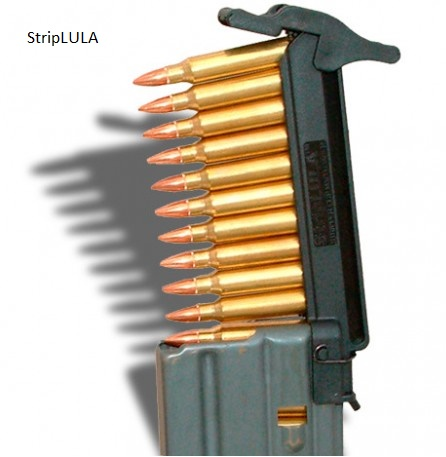
Công cụ nạp StripLULA ™ cho tất cả các băng đạn loại STANAG.
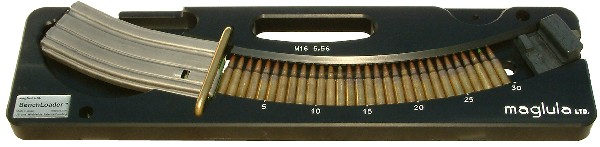
Bộ công cụ nạp đạn loại lớn.

## Thông tin thêm

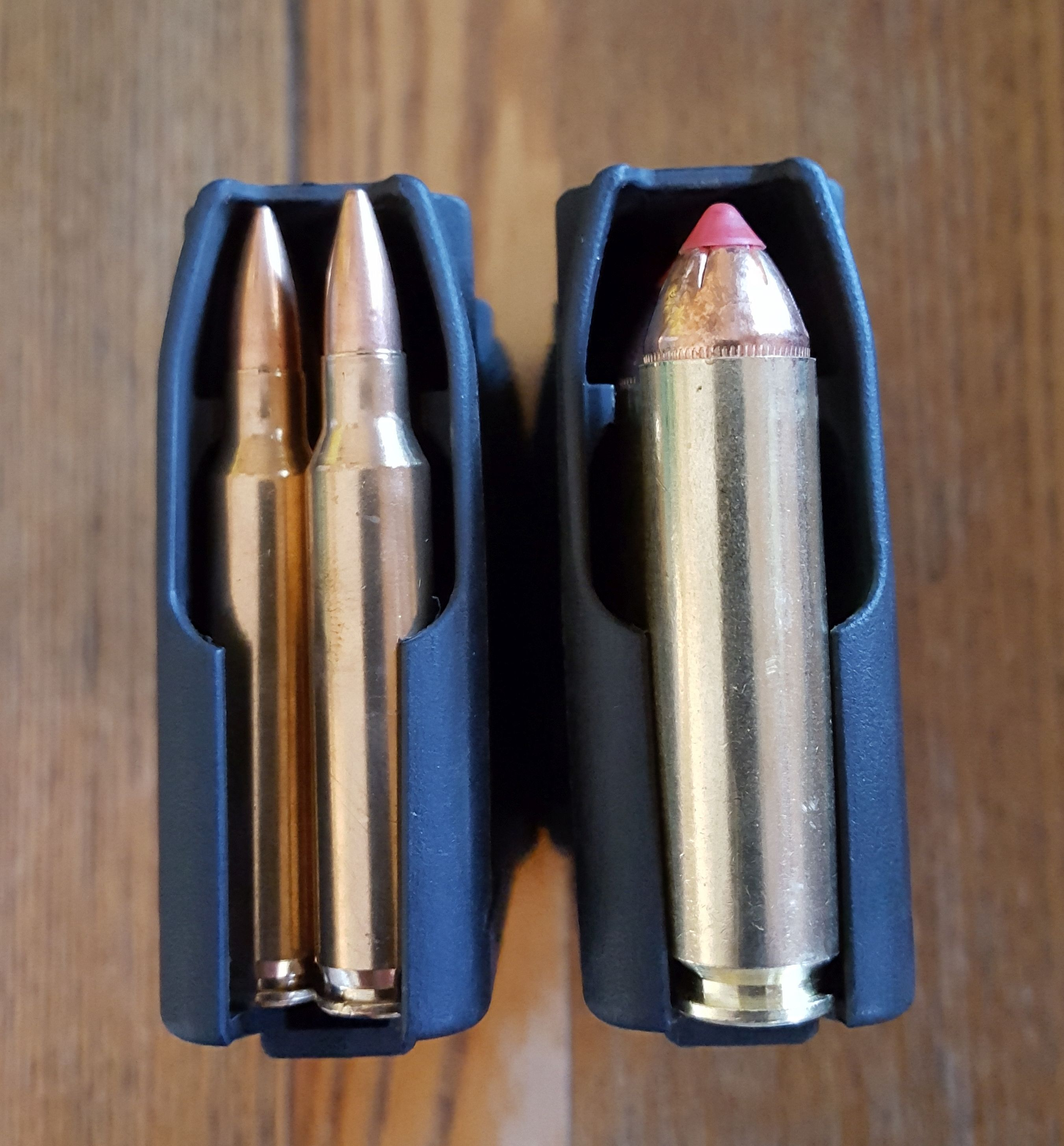
Băng đạn STANAG được nạp đạn.223 Rem (trái) và.450 Bushmaster (phải)

- "COMBO MAG 30 viên RAM-LINE" là một băng đạn STANAG đáng chú ý. Những băgn đạn nhựa mờ thương mại này có thể được sử dụng trong cả súng trường loại AR-15 và súng trường loại Ruger Mini-14.[20][21]
- Magnolia States Armory cung cấp một bộ chuyển đổi cho phép sử dụng băng đạn STANAG trong súng trường Galil 5,56mm cũng như một loại hoạt động trong nhiều loại súng trường AK-47 5,56mm như súng trường Saiga, WASR3 và Norinco.
- Mặc dù băng đạn STANAG thường dùng cho loại đạn 5,56 mm NATO, chúng cũng được sử dụng cho các cỡ đạn khác.
- Ngoài ra còn có một loạt các băng đạn STANAG giả với nhiều kích cỡ, trọng lượng và màu sắc cho mục đích đào tạo.